# Cantón de Beauvais-Suroeste
El cantón de Beauvais-Suroeste era una división administrativa francesa que estaba situada en el departamento de Oise y la región de Picardía.

## Composición
El cantón estaba formado por cuatro comunas, más una fracción de la comuna que le daba su nombre:
- Allonne
- Aux-Marais
- Beauvais (fracción)
- Goincourt
- Saint-Martin-le-Nœud

## Supresión del cantón de Beauvais-Suroeste
En aplicación del Decreto n.º 2014-196 de 20 de febrero de 2014, el cantón de Beauvais-Suroeste fue suprimido el 22 de marzo de 2015 y sus cinco comunas pasaron a formar parte, cuatro del nuevo cantón de Beauvais-2, y la fracción de la comuna que le daba su nombre se unió con las demás fracciones para que, por medio de una reestructuración cantonal, fueran creados los nuevos cantones de Beauvais-1 y Beauvais-2.